# Mitro
Mitro — американская компания, которая была создана при участи 2-х крупных венчурных IT-фондов. Стала одним из пионеров в области менеджмента систем безопасности паролей и привязки паролей к другим системам идентификации. Основным новшеством компании был открытый доступ — что позволяло пользователям делиться правами доступа и ключами шифрования.
6 октября 2015 года служба Mitro была закрыта.
Преемник Mitro называется Passopolis; это менеджер паролей, построенный на исходном коде Mitro.

## История
Компания была основана в 2012 году Виджаем Пандуранганом, Эваном Джонсом и Адамом Хиллом. Изначально планировалось, что менеджер паролей упростит работу пользователей с социальными сетями и даст возможность нейросети переключать пользователя из одной сети в другую без прохождения дополнительных процедур верификации.
31 июля 2014 года команда Mitro объявила, что присоединится к Twitter, и в то же время выпустила исходный код Mitro на GitHub в качестве бесплатного программного обеспечения под лицензией GPL.
11 июля 2015: Первоначальное объявление о закрытии Mitro
18 июля 2015: создание новых учетных записей было отключено
4 августа 2015 г .: было отправлено окончательное предупреждение по электронной почте о предстоящем отключении
24 сентября 2015: Mitro стал доступен только для чтения
6 октября 2015: сервис Mitro был отключен
31 октября 2015: Все пользовательские данные Mitro окончательно уничтожены.
Команда Mitro объяснила, что причиной закрытия службы было то, что затраты и административная нагрузка на обслуживание менеджера за счет собственных средств стали слишком большими. Учитывая, что они не могли должным образом управлять сервисом, на который люди полагаются в своей безопасности, им нужно было прекратить его поддержку и развитие.
Бывшим клиентам было рекомендовано перейти к Passopolis, независимому проекту, в котором используется код Mitro с открытым исходным кодом, или использовать альтернативы, такие как 1Password, Dashlane или LastPass.

## Инвесторы
Mitro поддержали на этапе разработки крупные IT-фонды в размере 1,2 млн долларов. Средства были перечислены компаниями Google Ventures и Matrix Partners.

## Функционал
Генератор паролей
Обмен паролями
Вход в один клик
Двухфакторная аутентификация
Кросс-платформенная и кросс-браузерная совместимость
Расширения браузера: Chrome, Firefox, Safari
Мобильные решения для Android и iOS

## Безопасность
Mitro использовала Google Keyczar на сервере и расширение Keyczar JS в браузере.
Главный ключ — это 128-битный ключ AES, полученный с использованием PBKDF2 (SHA-1; 50000 итераций; 16 солевых байтов)
RSA с 2048-битными ключами с использованием OAEP-SHA1 (отдельные ключи подписи и шифрования)
AES с 128-битными ключами в режиме CBC с отступом PKCS5
Все зашифрованные данные включают в себя MAC (HMAC-SHA1).